# 麓山 (郡山市)
麓山（はやま）は、福島県郡山市に所在する町丁である。郵便番号は963-8876。

## 地理
郡山市役所本庁所管地域である市街中心部に属する。北で長者、細沼町、東で堂前町、南東角で堤下町、南で池ノ台、西で鶴見坦とそれぞれ隣接する。福島県道6号郡山湖南線（麓山通り）沿線両側、文化通り沿線北側に位置し東西に延びる区域を持ち、住居表示が実施されている。一級市道29号荒井長者線を境に東側に一丁目、西側に二丁目が設置されている。東側は行政施設やホール、広大な公園が置かれ、市街地の憩いの場となっており、西側には住宅や事務所が立ち並ぶ。麓山に所在する郡山警察署麓山交番、および堂前町に所在する郡山消防署本署がそれぞれ管轄にあたる。

## 世帯数と人口
2024年1月1日現在の世帯数と人口は以下の通りである。
| 町丁 | 世帯数  | 人口    |
| ---- | ------- | ------- |
| 麓山 | 647世帯 | 1,273人 |

## 小・中学校の学区
市立小・中学校に通う場合、学区は以下の通りとなる。
| 番地   | 小学校             | 中学校                 |
| ------ | ------------------ | ---------------------- |
| 一丁目 | 郡山市立金透小学校 | 郡山市立郡山第二中学校 |
| 二丁目 | 郡山市立芳山小学校 | 郡山市立郡山第二中学校 |

## 交通

### 道路
- 福島県道6号郡山湖南線（麓山通り）
- 一級市道29号荒井長者線
- 一級市道32号本町開成線（文化通り）
- 一級市道34号麓山一丁目久保田線

## 施設等
- 福島県郡山合同庁舎（旧郡山市役所）
- 福島県警察郡山警察署 麓山交番
- 郡山市中央図書館
- 郡山市公会堂
  - 郡山市立中央公民館
- 郡山聖ペテロ聖パウロ教会
- 郡山市男女共同参画センター
- セントポール幼稚園
- 郡山麓山郵便局
- NHK福島放送局 郡山支局
- 21世紀記念公園麓山の杜（旧日東紡績 郡山第一工場）
- 麓山公園
  - 麓山の飛瀑
  - 麓山神社
- 愛染寺